# Johannes Adamietz
Johannes Adamietz, né le 24 mai 1998 à Ulm, est un coureur cycliste allemand.

## Biographie
Johannes Adamietz commence le cyclisme à l'âge de onze ou douze ans. Il prend sa première licence en 2010 au sein de la section cyclisme du SSV Ulm,.
En 2015, il devient champion d'Allemagne de la montagne en catégorie juniors (moins de 19 ans). L'année suivante, il remporte de nouveau ce titre. Il connait par ailleurs ses premières sélections en équipe nationale pour différentes courses par étapes de la Coupe des Nations Juniors. Adamietz rejoint ensuite l'équipe continentale Heizomat en 2017 pour ses débuts espoirs (moins de 23 ans).
Après une saison passée dans la formation autrichienne Tirol, il fait son retour en Allemagne en 2019 au sein de la Herrmann Radteam (en). Bon grimpeur, il se classe sixième du Tour du Jura. Il prend également la deuxième place du championnat d'Allemagne sur route espoirs organisé conjointement avec les Suisses à Gippingen. En 2020, il change de nouveau de maillot en signant chez SKS Sauerland NRW. Dans une saison perturbée par la pandémie de Covid-19, il obtient son meilleur résultat au mois de d'octobre en terminant treizième du Tour du Frioul-Vénétie julienne.
En 2022, il remporte le titre de champion d'Allemagne de la montagne chez les élites au Sauerland. Dans le calendrier de l'UCI, il termine septième du Sibiu Cycling Tour. En novembre, Lotto-Soudal, devenant Lotto-Dstny en 2023, annonce le recruter avec un contrat portant sur 2023 et 2024.

## Palmarès et résultats

### Par année
- 2015
  -  Champion d'Allemagne de la montagne juniors
- 2016
  -  Champion d'Allemagne de la montagne juniors
- 2017
  -  Champion d'Allemagne de la montagne espoirs
- 2019
  - 2e du championnat d'Allemagne sur route espoirs
- 2021
  - 3e du championnat d'Allemagne de la montagne
- 2022
  -  Champion d'Allemagne de la montagne
  - 3e du Rad am Ring
- 2024
  - 4e étape du Tour de Slovaquie
  - 3e du Gran Premio New York City
- 2025
  - Rund um Schönaich
  - Erzgebirgsrundfahrt
  - Rad am Ring
  - 2e du Gippinger Radsporttage

### Classements mondiaux
| Année                                 | 2018  | 2019  | 2020  | 2021 | 2022  | 2023  | 2024 |
| ------------------------------------- | ----- | ----- | ----- | ---- | ----- | ----- | ---- |
| Classement mondial                    | 2776e | 1338e | 1921e | nc   | 1109e | 2046e | 648e |
| UCI Europe Tour                       | 1841e | 920e  | 1406e | nc   | 786e  | nc    | nc   |
|                                       |       |       |       |      |       |       |      |
| Légende : nc = non classéSource : UCI |       |       |       |      |       |       |      |